# 1930년 FIFA 월드컵
제1회 축구 세계 선수권 대회(스페인어: 1er Campeonato Mundial de Fútbol)는 전 세계의 남자 축구 국가대표팀간에 우승자를 가리는 대회인 FIFA 월드컵의 첫 대회인 1930년 FIFA 월드컵(1930 FIFA World Cup)이다. 첫 개최지는 우루과이였으며, 1930년 7월 13일부터 7월 30일까지 열렸다. 세계의 축구 종목을 총괄하는 국제 기구인 FIFA는 1930년이 우루과이의 헌법 제정 100주년이고, 대표팀이 1928년 하계 올림픽에서 축구 금메달을 획득할 만큼 괄목할 성적을 냈다는 이유로 우루과이를 개최국으로 선정했다. 모든 경기는 우루과이의 수도인 몬테비데오에서 열렸고, 이 대회를 위해 건설된 센테나리오 경기장에서 절반 이상의 경기가 진행되었다.
남아메리카에서 7개 국가, 유럽에서 4개 국가, 북아메리카에서 2개 국가를 포함, 총 13개국이 대회에 참가하였다. 몇몇 유럽 국가들은 남아메리카로 여행을 가볼 일이 거의 없기 때문에 참가를 결정했다고 전해진다. 이 국가들은 4개의 조로 나뉘어서 각 조의 1위 국가가 준결승전에 올라가게 되었다. 첫 월드컵 경기는 동시에 치러진 두 경기였는데, 한 경기에서는 프랑스가 멕시코를 4-1로 이겼고, 다른 한 경기에서는 미국이 벨기에를 3-0으로 이겼다. 프랑스의 뤼시앵 로랑이 월드컵 역사상 첫 득점을 기록하였고, 미국의 지미 더글러스는 대회의 첫 공식 무실점을 기록하였다.
아르헨티나, 우루과이, 미국, 그리고 유고슬라비아는 각 팀의 조에서 1위를 차지하고 준결승전에 올라왔다. 결승전에서는 개최국이자 강력한 우승후보였던 우루과이가 93,000명의 관중 앞에서 아르헨티나를 4-2로 꺾고 월드컵의 첫 우승국이 되었다.
역사상 가장 추운 월드컵이었으며 조별리그 1조 아르헨티나 대 프랑스의 경기에서는 아예 눈이 내리기도 했다.

## 배경
1914년, FIFA는 올림픽 축구 대회를 "세계 아마추어 축구 선수권"으로 공인했고, 1920년부터 1928년까지 세 번의 올림픽 대회의 관리를 책임졌다. 1908년 하계 올림픽과 1912년 하계 올림픽에서는 축구 종목을 각각 잉글랜드 축구 협회와 스웨덴 축구 협회가 주관했었다.
1932년 하계 올림픽의 예선 일정이 로스앤젤레스에 잡혔지만 그 중 축구 종목은 포함되지 않았다. FIFA와 국제 올림픽 위원회는 아마추어 선수들의 신분에 관한 견해가 달랐고, 결국 축구 종목은 올림픽에서 제외되었다. FIFA 회장인 쥘 리메는 1928년 5월 26일에 암스테르담에서 열린 FIFA 총회와 올림픽 축구 종목의 시작일에 FIFA가 FIFA의 모든 회원에게 열려 있고 아마추어 선수 뿐만 아니라 프로 선수들도 참가를 허용하는 올림픽과는 별개인 축구 대회를 주최하는 것을 계획하고 있다고 발표하였다. 총회에서는 찬성 25표 대 반대 5표로 이 제안을 받아들였다.

## 개최지 선정
이탈리아, 스웨덴, 네덜란드, 스페인, 그리고 우루과이가 모두 월드컵 유치를 위한 신청서를 제출했다. 우루과이가 여러 이유로 가장 유력한 유치 후보국가로 지목되었다. 우루과이는 1920년대 당시 올림픽 축구에서 최강자로 군림하고 있었고, 그 때문에 사실상 세계 최강팀으로 인정을 받고 있었다. 또한 우루과이의 신청서에는 대회의 중심이 될 새로운 경기장을 건설한다는 계획이 있었고, 또 우루과이 당국도 모든 참가국들에게 일체 비용을 지원해준다는 방안을 제시했다. 이에 우루과이를 제외한 다른 국가들은 신청을 철회했으며, 결국 바르셀로나에서 개최된 FIFA 총회에서 우루과이가 대회를 유치하기로 결정되었다. "승리의 여신"이라 알려진 순금 트로피는 아벨 라플뢰르라는 프랑스의 조각가에게 의뢰하여 제작되었다.

## 참가

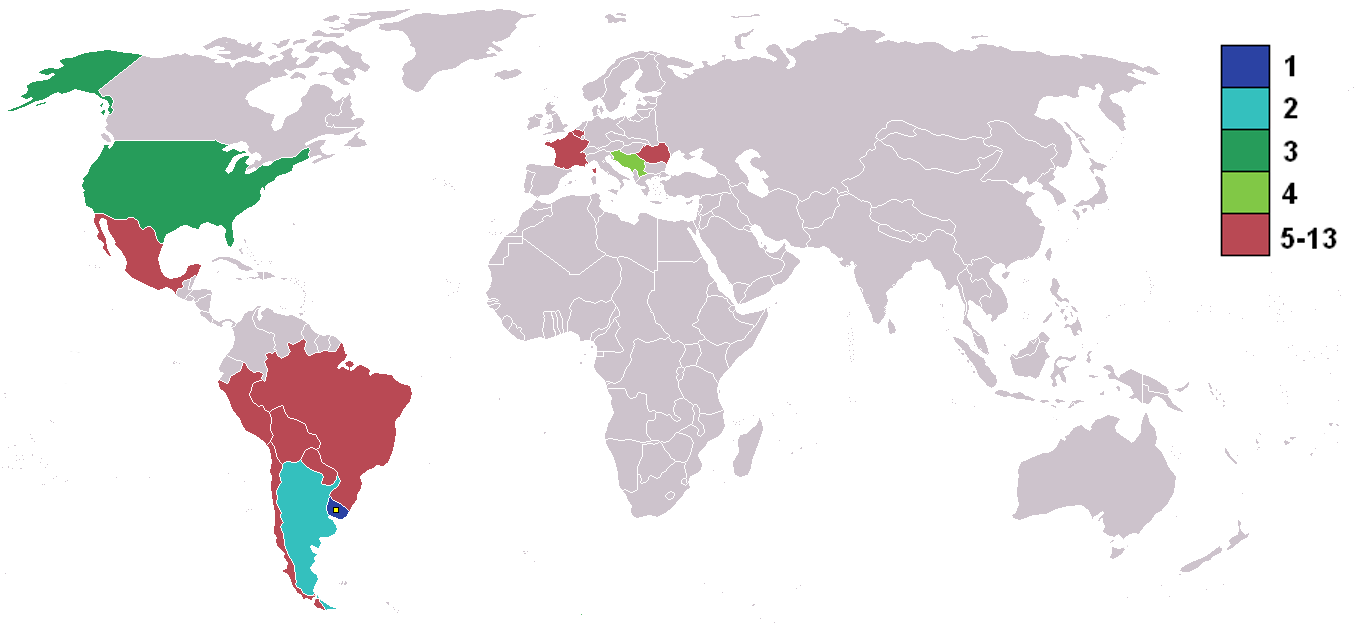
참가국

1930년 FIFA 월드컵은 예선전이 없었던 유일한 월드컵이었다. FIFA와 관계를 맺은 모든 국가들이 참가 요청을 받았고, 1930년 2월 28일까지 수락 여부를 결정해야 했다. 아메리카 대륙의 많은 국가들이 참가 의향을 보였는데, 미국, 멕시코, 볼리비아, 브라질, 아르헨티나, 칠레, 파라과이, 페루가 월드컵에 참가하게 되었다. 총 7개의 남미 국가가 참여하게 되었는데, 이 수는 월드컵 역사상 가장 많은 남미 팀이 월드컵 본선에 참여한 것이었다. 그러나 대서양을 가로지르는 먼 여행길과 비싼 여행비, 그리고 선수들은 장기간 차출되어야 했기 때문에, 아주 적은 수의 유럽 팀들이 참가 의향을 밝혔다. 몇 국가들은 여러 이유로 남아메리카로의 먼 여행길에 동의하지 않았는데, 그러자 단 하나의 유럽 팀도 2월의 마감일까지 참가 신청을 하지 않았다. 우루과이 축구 협회는 유럽 국가들의 참가를 이끌어내기 위해 FIFA 회원국도 아닌 잉글랜드 축구 협회에 공문을 보냈다. 1929년 11월 18일, 잉글랜드 축구 협회 위원회에서는 월드컵 참가 요청을 거부했다. 대회가 시작하기 2달 전까지만 해도 어떤 유럽 팀도 참가 신청을 하지 않았다.
우리는 그곳에 가기 위해 꽁뜨 베르드호에서 15일을 보냈다. 
빌프랑슈쉬르메르에서 배에 탑승해 벨기에와 유고슬라비아 선수단과 동행했다. 
우리는 갑판에서 간단한 운동과 트레이닝을 했다. 코치는 전술에 대한 어떠한 말도 하지 않았다... 
 FIFA의 회장인 쥘 리메가 개입하자 결국 루마니아, 벨기에, 유고슬라비아, 프랑스 등 4개의 유럽 팀이 바닷길로 참가를 결정했다. 콘스탄틴 러둘레스쿠 감독이 이끌고 주장 루돌프 베트제르와 옥타브 루키데가 코치를 맡은 루마니아는 새롭게 국왕이 된 카롤 2세의 개입에 따라 참가하게 되었다. 루마니아 국왕은 개인적으로 선수 명단을 작성하였고, 선수들이 대회를 마치고 돌아오더라도 각자의 직업을 유지할 수 있게 그들의 고용주를 설득하였다. 프랑스는 쥘 리메의 개인적인 개입으로 인해 참가하게 되었지만, 유명 공격수인 마누엘 아나토와 대표팀 코치인 가스톤 바레아우가 월드컵 참가에 동의하지 않음으로써 불참하게 되었다. 벨기에는 FIFA 부회장인 루돌프 세드라이데르스의 부추김으로 참가를 결정하게 되었다.
루마니아 선수단은 제노바에서 꽁뜨 베르드호를 타고 떠났는데, 이 배는 1930년 6월 21일에 빌프랑슈쉬르메르에서 프랑스 선수단을 태웠다. 그리고 벨기에 선수단은 바르셀로나에서 배에 탑승했다. 꽁뜨 베르드호에는 쥘 리메, 트로피, 그리고 벨기에의 장 랑게뉘와 앙리 크리스토프, 그리고 영국으로 귀향한 것으로 보이는 프랑스 파리 출신 토마스 발베이 등 유럽 심판 3명도 탑승했다. 브라질도 이 배가 6월 29일에 리우 데 자네이루에 도착했을 때 탑승하여 우루과이에는 7월 4일에 도착하였다. 유고슬라비아는 마르세유에서 우편 운송선인 플로리다호를 타고 우루과이에 도착하였다.

### 참가국 목록
- 유럽 :  루마니아,  벨기에,  유고슬라비아,  프랑스
- 남아메리카 :  볼리비아,  브라질,  아르헨티나,  우루과이 (개최국),  칠레,  파라과이,  페루
- 북아메리카 :  멕시코,  미국

## 개최 도시 및 경기장
모든 경기들은 몬테비데오에 있는 세 개의 경기장인 센테나리오 경기장, 파르케 센트랄 경기장, 포시토스 경기장에서 치러졌다. 센테나리오 경기장은 축구 경기 용도 뿐만 아니라 우루과이의 독립 100주년을 기념하기 위한 용도로도 건축되었다. 후안 스카소가 디자인 한 이 경기장은 주로 축구 대회 용도로 쓰였으며, 쥘 리메는 이 경기장을 "축구의 신전"이라 칭했다. 9만 명의 수용 인원을 갖춘 센테나리오 경기장은 영국 제도의 경기장을 제외한 경기장 중에서는 가장 큰 규모의 축구 경기장이다. 18개의 경기 중 준결승 경기와 결승전 경기를 포함한 10경기가 이 경기장에서 열렸다. 그러나 성급하게 진행된 건축 일정과 장마철로 인한 지연으로 인해 센테나리오 경기장이 대회 5일 전까지도 사용할 수 없는 상황이 되었다. 대회 초반의 경기들은 같은 도시인 몬테비데오에 위치한 클루브 나시오날 데 풋볼의 홈 구장 파르케 센트랄 경기장과 페냐롤의 홈 구장 포시토스 경기장에서 열렸다.
| 몬테비데오                                                                 | 몬테비데오                                                      | 몬테비데오                                                                   |
| -------------------------------------------------------------------------- | --------------------------------------------------------------- | ---------------------------------------------------------------------------- |
| 에스타디오 센테나리오                                                      | 에스타디오 그란 파르케 센트랄                                   | 에스타디오 포시토스                                                          |
| 남위 34° 53′ 40.38″ 서경 56° 9′ 10.08″ / 남위 34.8945500° 서경 56.1528000° | 남위 34° 54′ 4″ 서경 56° 9′ 32″ / 남위 34.90111° 서경 56.15889° | 남위 34° 54′ 18.378″ 서경 56° 9′ 22.42″ / 남위 34.90510500° 서경 56.1562278° |
| 수용 인원: 90,000                                                          | 수용 인원: 20,000                                               | 수용 인원: 10,000                                                            |
|                                                                            |                                                                 |                                                                              |
| 몬테비데오                                                                 | 센테나리오포시토스그란 파르케                                   | 센테나리오포시토스그란 파르케                                                |

## 심판진
열 다섯 명의 심판들이 대회에 참여했다. 한 명의 프랑스 인과 루마니아 인(루마니아 감독인 콘스탄틴 러둘레스쿠 포함), 두 명의 벨기에 인(앙리 크리스토프, 장 랑게뉘)을 포함한 네 명의 유럽 출신 심판들과 우루과이 출신만 여섯 명인 아메리카 출신의 심판이 열 한 명이 포함되었다. 경기 규칙을 적용하는데 있어서 심판들 간의 차이를 줄이고자 짧은 심판 미팅을 열어 논란이 된 쟁점들을 논의하기도 했다.
모든 심판진 중에서 가장 이목을 끌었던 이들은 아르헨티나와 프랑스의 경기에서 6분 일찍 휘슬을 분 브라질의 길베르투 데 알메이다 레구와 아르헨티나와 멕시코의 경기를 맡은 볼리비아의 울리세스 사우세도였다. 사우세도는 볼리비아의 코치 로서 세 개의 페널티킥을 주었다.
이 목록은 주심과 부심으로 참가한 심판진의 명단이다. 주심은 보지 않고 부심만 본 심판들은 별표(*)가 붙어있다.
| 유럽 - 토마스 발베이 - 앙리 크리스토프 - 장 랑게뉘 - 콘스탄틴 러둘레스쿠* 북아메리카 - 가스파르 발레호* | 남아메리카 - 괄베르토 알론소* - 마르틴 아페스테구이* - 도밍고 롬바르디 - 호세 마시아스 - 프란시스코 마테우치 - 알메이다 레구 | - 울리세스 사우세도 - 아니발 테하다 - 리카르도 발라리노 - 알베르토 와른켄 |

## 대회 방식
13개 팀들은 네 조에 나뉘게 됐는데, 네 팀이 한 조를 이루고 나머지 아홉 팀들이 세 팀 씩 짝지어 세 개의 조를 이루었다. 각 조는 모든 팀이 같은 시합수로 경기를 하는 방식인 라운드로빈 방식으로 대회를 진행하게 되는데, 승리할 경우에는 승점 2점이 주어지고 무승부에는 승점 1점이 주어졌다. 만약 두 팀이 승점이 같아 조 1위를 결정할 수 없을 경우에는 서로 경기를 치르는 플레이오프 방식을 사용하게 된다. 각 조의 1위 네 팀은 승자 진출식인 녹아웃 방식으로 치러지는 준결승전에 진출하게 된다. 녹아웃 방식으로 치러지는 준결승전부터는 정규시간 90분이 넘어가도록 승부가 결정나지 않으면 연장전을 치르게 되었다.

## 조 추첨
우루과이, 아르헨티나, 브라질, 그리고 미국은 탑시드를 받아 서로 같은 조에 속하지 않게 되었고, 모든 대표팀이 몬테비데오에 도착하자 추첨이 진행되었다.
예선 경기가 없었기 때문에 개막전 경기는 사실상 전체 월드컵 역사상 첫 경기였고, 1930년 7월 13일에 두 경기가 일제히 열렸는데, 포시토스 경기장에서 열린 경기에서는 프랑스가 멕시코를 4-1로 눌렀고, 파르케 센트랄 경기장에서 열린 경기에서는 미국이 벨기에를 3-0의 점수로 승리했다. 프랑스의 뤼시앵 로랑이 월드컵 역사상 첫 득점자로 기록되었다.

## 대회

### 1조
우리는 멕시코와 경기를 치르고 있었고, 남반구의 겨울인 탓에 눈이 오고 있었다. 내 동료 중 한 명이 공을 중앙에 놓았고 나는 공의 흐름을 천천히 쫓아가 오른 발로 발리슛을 때렸다. 모든 사람들이 기뻐했지만 우리는 그라운드 위에 나뒹굴지는 않았다. 아무도 당시 역사가 쓰여지고 있었다는 것을 실감하지 못했기 때문이다. 서둘러 악수를 하고 우리는 경기를 다시 진행했다. 보너스가 있던 것도 아니었다. 우리 모두는 당시 끝까지 아마추어들이었다. 
1조는 네 개의 팀이 속한 유일한 조였는데, 아르헨티나, 칠레, 프랑스, 멕시코로 구성되어 있었다. 프랑스는 멕시코에 승리를 거둔 후 이틀 뒤에 조에서 가장 강자였던 아르헨티나와 경기를 치르게 되었다. 이 경기는 날씨로 인해 대단히 특이한 경기가 되었는데 그라운드에 눈(Snow)이 내리는 경기였다. 남반구는 북반구와는 달리 6월 ~ 8월이 겨울이었기 때문에 가능한 일이었다. 부상들이 프랑스를 괴롭혔는데, 골키퍼 테포는 경기 시작 20분 만에 부상으로 경기에서 빠져야 했고, 그 때문에 수비수였던 샹트렐이 골키퍼 유니폼으로 옷을 갈아입어야 했다. 로랑은 루이스 몬티의 강한 태클로 인해 경기 내내 발을 절뚝거렸다. 그러나 그들은 포기 없이 끝까지 분투했고, 81분에 터진 몬티의 프리킥 골로 실점한 것을 제외하고는 인상적인 경기를 펼쳤다. 이 경기는 심판인 알메이다 레구가 실수로 프랑스의 마르셀 랑지예르 결정적인 득점 기회를 잡았을 때 6분 일찍 경기 종료 휘슬을 불어 경기 진행에 대한 논란이 일었다. 프랑스 선수들이 항의하고 나서야 경기가 속행되었지만, 아르헨티나 선수들이 남은 시간을 효과적으로 사용함으로써 경기는 그대로 끝났다. 프랑스 선수들은 48시간 동안 두 경기나 치렀지만, 그 당시 칠레는 첫 경기도 치르지 않은 상황이었다. 칠레는 다음 날 멕시코를 맞아 3-0 완승을 거뒀다.
아르헨티나는 두 번째 경기에서 멕시코와 맞붙게 되었는데, 이 경기에서 월드컵 역사상 최초로 페널티킥이 선언되었다. 볼리비아 코치 겸 심판인 주심 울리세스 사우세도가 페널티킥을 다섯 개나 선언했으나, 그 중 세 개는 격렬한 항의를 받을 정도로 아직 페널티킥에 대한 명확한 기준이 세워져있지 않았었다. 기예르모 스타빌레가 첫 국제 대회 출전에 해트트릭을 기록했고, 아르헨티나는 대학교에 법학 시험을 보러 부에노스 아이레스로 돌아간 주장 마누엘 페레이라 없이도 6:3의 완승을 거두었다. 아르헨티나와 칠레가 프랑스와 멕시코를 각각 꺾으면서 2승을 기록한 상황에서 최종전에서 만나게되어, 결국 4강 진출 팀은 최종전에서 결정되게 되었다. 몬티가 아르투로 토레스에게 과격한 파울을 범해 싸움이 일어났다. 아르헨티나가 이웃 국가인 칠레를 3-1로 꺾으면서 4강에 진출하였다.

### 2조
2조는 브라질, 볼리비아, 유고슬라비아로 구성된 조로서 그 중 브라질이 가장 강력한 4강 진출 후보로 여겨졌다. 하지만 브라질은 첫 경기에서 유고슬라비아에 2-1 패배를 당했다. 볼리비아는 월드컵 이전에 국제 경기를 치른 경험이 전무하였다. 볼리비아는 첫 경기에서 개최국인 우루과이를 향해 선수 각자의 유니폼 위에 한 글자씩 새겨 "Viva Uruguay"("우루과이 만세")라는 문구를 만들었다. 볼리비아가 치른 두 경기에서 볼리비아는 비슷한 패턴을 보여주었는데, 경기 초반에는 괜찮은 경기력을 보여주다가 점점 무너지면서 큰 패배로 경기를 마무리 짓는 경향이었다. 유고슬라비아를 맞아서는 첫 한 시간 동안 한 골도 허용하지 않았지만, 남은 30분 동안 네 골이나 내주며 패배하였다. 볼리비아에게는 불운도 따랐는데, 볼리비아가 기록한 몇 득점들이 인정되지 않은 것이다. 유고슬라비아가 2승으로 이미 4강 진출을 확정지은 상황에서 토너먼트에서 탈락한 브라질과 볼리비아가 만났는데, 전반전에서는 1-0으로 브라질이 앞서갔다. 후반에 브라질은 만능 스포츠인인 프리지뉴의 두 골을 포함해 세 골을 넣으면서 완승을 거뒀다.  최종전이 시작되기 전에 이미 2승을 거둔 유고슬라비아가 준결승전에 진출하였다.

### 3조
개최국인 우루과이가 속한 3조는 페루와 루마니아가 우루과이에 도전하는 양상이었다. 3조의 첫 경기인 루마니아와 페루와의 경기에서 페루의 플라시도 갈린도가 퇴장을 당함으로써 월드컵 사상 첫 퇴장 기록이 나오게 되었다. 루마니아는 다소 고전했지만 수적 우세를 이용해 막판 두 골을 몰아치면서 3-1 승리를 거두었다. 이 경기에서는 월드컵 사상 최소 관중이 입장하였는데, 공식 관중 집계는 2,459명이었지만 실제로는 300명의 관중이 입장했다고 알려져있다.
센테나리오 경기장의 건축 지연으로 인해 우루과이는 대회가 시작되고 나서 5일 동안 첫 경기도 치르지 못했다. 센테나리오 경기장에서 처음 치러지는 경기가 시작하기 전에 우루과이의 헌법 제정 100주년 기념 행사가 열렸다. 우루과이 선수단은 이 경기가 시작되기 전 4주 동안 훈련 캠프를 차려 혹독한 훈련을 받았다. 골키퍼 안드레스 마잘리는 아내를 만나기 위해 외출 금지령을 깼다는 이유로 선수단에서 제외되었다. 헌법 제정 100주년을 맞은 개최국 우루과이는 페루를 맞아 1-0 신승을 거뒀다. 이 경기 결과에 대해 우루과이 언론은 쓴 소리를 뱉었지만 페루에서는 좋은 경기였다며 높이 샀다. 우루과이는 이어 루마니아를 맞아 전반에만 네 골을 몰아치며 4-0 대승을 거둬 준결승전에 진출하였다.

### 4조
미국이 4조를 지배하였다. 많은 신인 선수들을 데리고 있던 미국은 프랑스 대표단의 익명의 사람에 의해 "투포한 선수들"("The shot-putters")라는 별명이 붙었다. 미국은 벨기에를 3-0으로 꺾었다. 당초 전문가들은 미국에게 큰 기대치를 두지 않았었는데, 경기가 끝나고 우루과이 신문인 《임파르시알》은 "미국이 큰 점수차로 승리한 것은 많은 전문가들을 놀라게 했다"고 할 정도로 아무도 미국의 손쉬운 승리를 예상하지 못했다. 벨기에의 언론은 경기장의 상태와 심판의 판단에 대해서 크게 아쉬워했는데, 특히 미국의 두 번째 골은 오프사이드였다고 주장했다. 4조의 두 번째 경기는 강풍의 기후 조건에서 치러진 미국과 파라과이의 경기였는데, 미국의 버트 페이트노드가 월드컵 사상 첫 해트트릭을 달성했다. 2006년 11월 10일까지 FIFA가 공인한 월드컵 첫 해트트릭 기록은 아르헨티나의 기예르모 스타빌레의 기록이었지만, 사실 스타빌레는 페이트노드가 기록을 세운 7월 17일에서 이틀 뒤인 7월 19일에 해트트릭을 달성했다. FIFA는 2006년에 미국 팀 동료인 탐 플로리가 기록한 득점을 페이트노드의 득점으로 인정하며 페이트노드가 월드컵 사상 첫 해트트릭을 기록한 선수로 공인했다. 미국이 준결승전에 진출하는 것이 확정되자, 탈락한 두 팀의 최종전은 시시하게 진행되었다. 파라과이가 벨기에를 1-0으로 눌렀다.

### 준결승전
네 개 조를 1위로 통과한 아르헨티나, 유고슬라비아, 우루과이, 그리고 미국은 준결승전에 진출했다. 두 준결승 경기에서 똑같은 점수가 나왔다. 미국과 아르헨티나가 비에 흠뻑 젖은 그라운드에서 치른 경기에서 경기가 격렬해지면서 미국의 라파엘 스레시가 10분만에 다리가 부러지면서 경기에 뛸 수 없게 되었다. 전반 중반쯤 몬티가 터뜨린 골에 힘입어 1-0으로 앞서나간 아르헨티나는 후반전을 지배하면서 6-1의 대승을 거두었다.
두 번째 준결승 경기에서는 1924년 하계 올림픽에서의 유고슬라비아와 우루과이의 경기가 재현되었다. 유고슬라비아가 도르데 부야디노비치의 득점으로 깜짝 리드를 잡았으나 곧 우루과이가 경기를 뒤집었다. 전반 종료 직전에 유고슬라비아의 득점이 퍼졌으나 논란이 있는 오프사이드 판정으로 인해 득점이 취소되었다. 우루과이가 후반전에 세 골을 더 추가하면서 6-1로 승리를 거뒀으며, 페드로 세아는 해트트릭을 달성했다.

### 3·4위전
오늘날 치러지는 있는 3·4위 결정전은 1934년 FIFA 월드컵 전에는 존재하지 않아 1930년 월드컵은 유일하게 3위와 4위를 구별하지 않았던 대회가 되었다. 1984년에 FIFA가 발행한 공보 같이 가끔씩은 유고슬라비아가 미국을 3-1로 이겨 3위에 올랐다는 잘못된 정보가 떠돌아다니기도 했다. 3·4위전이 당초에 계획되어 있었는지에 대해서도 다른 기록들이 존재한다. 하이더 자와드가 2009년에 발간한 책에 따르면 유고슬라비아가 우루과이와의 준결승전의 심판 판정에 대한 불만의 표시로 3·4위전을 보이콧 했다고 한다. 1986년 월드컵에 관한 FIFA 기술위원회의 보고서에는 모든 월드컵 대회서의 모든 팀들의 기록들을 정리해 만든 순위표가 있었다. 이 보고서에서는 미국을 3위로, 유고슬라비아를 4위로 기록하였고, FIFA가 정기적으로 발행하는 보고서에도 모두 같은 내용이 들어가있다. 2010년에는 1930년 월드컵 당시 유고슬라비아 대표팀의 수장이자 유고슬라비아 축구 협회의 부회장이었던 코스타 하지의 아들이 유고슬라비아가 동메달 하나를 수여받았고, 하지가 스스로 관리해 자신의 가족이 80년 동안 보관하고 있었다고 주장했다. 그의 말에 따르면, 유고슬라비아가 자신을 꺾었던 우루과이가 월드컵에서 우승하면서 자동적으로 3위에 기록되었다고 한다. 이 메달을 어떤 단체에서 주어졌는지나 메달의 진위 여부는 아직 공식적으로 밝혀진 바가 없다.

### 결승전
우루과이와 아르헨티나가 준결승전에서 대승을 거두고 결승전에서 맞붙게 되자 1928년 올림픽 축구에서의 결승전에 이은 리턴 매치가 성사되었다. 당시에는 우루과이가 재경기를 치른 끝에 2-1로 아르헨티나를 꺾었다.
결승전은 7월 30일에 센테나리오 경기장에서 열렸다. 경기장 주변의 분위기는 이 경기가 대중들의 관심을 이끌 수 있는지에 대한 의구심을 떨쳐버릴 정도로 고조되어 있었다. 아르헨티나 축구 팬들은 보트 열 대로 부에노스 아이레스에서 몬테비데오로 이동했지만 모든 사람이 이동하기엔 모자랐고, 남은 사람들은 다른 배들을 이용해 몬테비데오로 넘어가려 시도했다. 약 만 명에서 만 오천명 정도의 아르헨티나 팬들이 몬테비데오에 성공적으로 도착했으나, 몬테비데오에 위치한 항구는 다수의 사람들이 경기 시작 휘슬이 불기 전에 경기장에 들어가기는커녕 몬테비데오 땅을 밟지도 못했을 정도로 사람들로 꽉 차있었다. 경기장에서는 서포터즈들이 무기 소지는 하지 않았는지 수색을 받았다. 입구는 경기 시작 6시간 전인 8시 정각에 열렸고, 12시가 되자 경기장은 완전히 꽉 찼고, 9만 3천명의 공식 관중 수가 집계되었다. 우루과이와 아르헨티나 양 팀은 끝내 어느 쪽에서 사용하던 공을 이번 결승전에서 사용할지 논쟁한 끝에 결론을 내리지 못했고, 결국 FIFA는 전반전에는 아르헨티나의 공을, 후반전에는 우루과이의 공을 사용하게 함으로써 중재를 섰다. 우루과이는 준결승전 선발 명단에서 하나의 변화를 주었다. 카스트로 대신 지난 경기에서 건강상의 이유로 결장한 안셀모가 선발 명단에 이름을 올렸다. 아르헨티나의 몬티는 경기 전날에 살해 협박을 받기도 했다. 심판들이 이 경기에서 신변이 우려된다는 이유로 주심 역할 수행에 난색을 표했는데, 벨기에의 장 랑게뉘가 유일하게 경기 시작 불과 몇 시간 전에 주심을 맡겠다고해 이 날 경기의 주심으로 결정되었다. 그가 자신의 신변을 지키기 위한 요구 중 하나는 경기가 끝나자 마자 한 시간 안에 항구에 자신이 타고 재빨리 떠날 수 있는 보트를 준비해달라는 것이었다.
홈팀인 우루과이가 파블로 도라도가 골대 오른 편에서 낮게 깔아 찬 슛으로 기록한 선제골로 앞서나가기 시작했다. 아르헨티나는 뛰어난 패싱 게임을 펼치며 우루과이에 강하게 맞섰다. 그리곤 8분 만에 카를로스 페우셀레가 페레이라의 스루패스를 받아 수비수를 따돌리고 동점골을 기록했다. 전반전이 끝나기 직전 당시 대회 득점 선두였던 길레르모 스타빌레가 역전골을 넣어 아르헨티나가 2:1로 앞서가기 시작했다. 우루과이의 주장인 호세 나사시가 스타빌레가 오프사이드 위치에 있었다며 심판에게 항의했으나 받아들여지지 않았다. 후반전에는 우루과의의 경기력이 점차 올라오기 시작했다. 아르헨티나의 몬티가 두 골차로 앞서갈 절호의 기회를 놓치자 마자 우루과이가 역습에 나섰고, 페드로 세아가 동점골을 기록해 승부는 원점으로 돌아갔다. 10분 후에는 우루과이의 산토스 이리아르테가 역전골을 뽑아냈고, 경기 종료 직전에는 카스트로가 쐐기를 박는 골을 성공시켜 결국 경기는 4:2로 종료되었다. 랑게뉘 주심은 1분의 추가시간이 지난 후에 휘슬을 불었고, 우루과이는 올림픽에서의 우승에 이어 첫 월드컵 우승 팀이라는 영광을 안았다. 쥘 리메는 자신의 이름을 딴 월드컵 트로피인 쥘 리메 컵을 우루과이 축구 협회 회장 라울 후데에게 전달했다. 우루과이 정부는 우승에 대한 환희로 경기 다음날인 7월 31일을 국가 공휴일로 지정했다. 한편 준우승에 그친 아르헨티나의 수도 부에노스 아이레스에서는 우루과이 영사관을 향해 군중들이 돌을 던졌다.
우승국인 우루과이의 가장 마지막에 사망한 선수는 에스네스토 마스체로니였는데, 그는 1984년 7월 3일에 76살의 나이로 사망했다. 그러나 월드컵에 참가했던 모든 선수들 중 일부는 그때까지도 살아있었으며, 그 중 가장 마지막에 사망한 선수는 아르헨티나의 프란시스코 바라요였는데, 그는 대회 80년 후인 2010년 8월 30일에 100살의 나이로 사망했다.
프랑스와 유고슬라비아, 그리고 미국은 대회가 끝난 후에 남아메리카에서 친선 경기를 가졌다. 브라질은 8월 1일에 프랑스, 8월 10일에 유고슬라비아, 8월 17일에 미국과 경기를 가졌고, 그 동안 아르헨티나는 8월 3일에 유고슬라비아를 초청해 경기를 가졌다.
우루과이는 대회 4경기 총 골득실차가 +12였는데, 이는 경기당 +3의 수치로 월드컵 우승국 중 가장 높은 수치를 기록한 팀으로 남아있고, 결승전에 진출한 팀들을 모두 포함하면 1954년의 헝가리를 이어 2위를 기록하고 있다. 물론 헝가리의 경우 조별리그에서만 대한민국을 상대로 9-0, 서독을 상대로 8-3으로 단 두 경기만에 17득점을 한 것이 컸다.

## 조별 리그

### 1조
| 팀         | 승점 | 경기 | 승 | 무 | 패 | 득점 | 실점 | 골득실 |
| ---------- | ---- | ---- | -- | -- | -- | ---- | ---- | ------ |
| 아르헨티나 | 6    | 3    | 3  | 0  | 0  | 10   | 4    | +6     |
| 칠레       | 4    | 3    | 2  | 0  | 1  | 5    | 3    | +2     |
| 프랑스     | 2    | 3    | 1  | 0  | 2  | 4    | 3    | +1     |
| 멕시코     | 0    | 3    | 0  | 0  | 3  | 4    | 13   | -9     |

| 프랑스                                    | 4 – 1  | 멕시코     |
| ----------------------------------------- | ------ | ---------- |
| 로랑 19′ · 랑지예르 40′ · 마시노 43′, 87′ | 리포트 | 카레뇨 70′ |

| 아르헨티나 | 1 – 0  | 프랑스 |
| ---------- | ------ | ------ |
| 몬티 81′   | 리포트 |        |

| 칠레                                        | 3 – 0  | 멕시코 |
| ------------------------------------------- | ------ | ------ |
| G. 수비아브레 3′, 65′ · 로사스 51′ (자책골) | 리포트 |        |

| 칠레           | 1 – 0  | 프랑스 |
| -------------- | ------ | ------ |
| 수비아브레 65′ | 리포트 |        |

| 아르헨티나                                           | 6 – 3  | 멕시코                           |
| ---------------------------------------------------- | ------ | -------------------------------- |
| 스타빌레 8′, 17′, 80′ · 주멜주 12′, 55′ · 바라요 53′ | 리포트 | 로사스 42′ (패널티골) · 가욘 75′ |

| 아르헨티나                         | 3 – 1  | 칠레           |
| ---------------------------------- | ------ | -------------- |
| 스타빌레 12′, 13′ · 에바리스토 51′ | 리포트 | 수비아브레 15′ |

### 2조
| 팀           | 승점 | 경기 | 승 | 무 | 패 | 득점 | 실점 | 골득실 |
| ------------ | ---- | ---- | -- | -- | -- | ---- | ---- | ------ |
| 유고슬라비아 | 4    | 2    | 2  | 0  | 0  | 6    | 1    | +5     |
| 브라질       | 2    | 2    | 1  | 0  | 1  | 5    | 2    | +3     |
| 볼리비아     | 0    | 2    | 0  | 0  | 2  | 0    | 8    | -8     |

| 유고슬라비아              | 2 – 1  | 브라질       |
| ------------------------- | ------ | ------------ |
| 티르나니치 21′ · 베크 30′ | 리포트 | 프리지뉴 62′ |

| 유고슬라비아                                        | 4 – 0  | 볼리비아 |
| --------------------------------------------------- | ------ | -------- |
| 베크 60′, 67′ · 마르야노비치 65′ · 부자디노비치 85′ | 리포트 |          |

| 브라질                                | 4 – 0  | 볼리비아 |
| ------------------------------------- | ------ | -------- |
| 모데라토 37′, 73′ · 프리지뉴 67′, 83′ | 리포트 |          |

### 3조
| 팀       | 승점 | 경기 | 승 | 무 | 패 | 득점 | 실점 | 골득실 |
| -------- | ---- | ---- | -- | -- | -- | ---- | ---- | ------ |
| 우루과이 | 4    | 2    | 2  | 0  | 0  | 5    | 0    | +5     |
| 루마니아 | 2    | 2    | 1  | 0  | 1  | 3    | 5    | -2     |
| 페루     | 0    | 2    | 0  | 0  | 2  | 1    | 4    | -3     |

| 루마니아                            | 3 – 1  | 페루         |
| ----------------------------------- | ------ | ------------ |
| 데수 1′ · 바르부 79′ · 스탄키우 89′ | 리포트 | 페헤이라 75′ |

| 우루과이     | 1 – 0  | 페루 |
| ------------ | ------ | ---- |
| 카스트로 65′ | 리포트 |      |

| 우루과이                                         | 4 – 0  | 루마니아 |
| ------------------------------------------------ | ------ | -------- |
| 도라도 7′ · 스카로네 26′ · 안셀모 31′ · 세아 35′ | 리포트 |          |

### 4조
| 팀       | 승점 | 경기 | 승 | 무 | 패 | 득점 | 실점 | 골득실 |
| -------- | ---- | ---- | -- | -- | -- | ---- | ---- | ------ |
| 미국     | 4    | 2    | 2  | 0  | 0  | 6    | 0    | +6     |
| 파라과이 | 2    | 2    | 1  | 0  | 1  | 1    | 3    | -2     |
| 벨기에   | 0    | 2    | 0  | 0  | 2  | 0    | 4    | -4     |

| 미국                                   | 3 – 0  | 벨기에 |
| -------------------------------------- | ------ | ------ |
| 맥기 23′ · 플로리 45′ · 페이트노드 88′ | 리포트 |        |

| 미국                     | 3 – 0  | 파라과이 |
| ------------------------ | ------ | -------- |
| 페이트노드 10′, 15′, 50′ | 리포트 |          |

| 파라과이 | 1 – 0  | 벨기에 |
| -------- | ------ | ------ |
| 페냐 40′ | 리포트 |        |

## 결선 토너먼트
|  | 준결승전              | 준결승전 |                       |   | 결승전 | 결승전 |
|  |                       |          |                       |   |        |        |
|  | 7월 26일 - 몬테비데오 |          |                       |   |        |        |
|  |                       |          |                       |   |        |        |
|  | 아르헨티나            | 6        |                       |   |        |        |
|  | 아르헨티나            | 6        | 7월 30일 - 몬테비데오 |   |        |        |
|  | 미국                  | 1        |                       |   |        |        |
|  | 미국                  | 1        | 아르헨티나            | 2 |        |        |
|  | 7월 27일 - 몬테비데오 |          | 아르헨티나            | 2 |        |        |
|  |                       | 우루과이 | 4                     |   |        |        |
|  | 우루과이              | 우루과이 | 4                     | 6 |        |        |
|  | 우루과이              |          |                       | 6 |        |        |
|  | 유고슬라비아          | 1        |                       |   |        |        |
|  | 유고슬라비아          | 1        |                       |   |        |        |

### 준결승전
| 아르헨티나                                                      | 6 – 1  | 미국       |
| --------------------------------------------------------------- | ------ | ---------- |
| 몬티 20′ · 스코페지 56′ · 스타빌레 69′, 87′ · 페우세예 80′, 85′ | 리포트 | 브라운 89′ |

| 우루과이                                              | 6 – 1  | 유고슬라비아    |
| ----------------------------------------------------- | ------ | --------------- |
| 세아 18′, 67′, 72′ · 안셀모 20′, 31′ · 이리아르테 61′ | 리포트 | 부야디노비치 4′ |

### 결승전
| 우루과이                                              | 4 – 2  | 아르헨티나                  |
| ----------------------------------------------------- | ------ | --------------------------- |
| 도라도 12′ · 세아 57′ · 이리아르테 68′ · 카스트로 89′ | 리포트 | 페우세예 20′ · 스타빌레 37′ |

## 우승국
| FIFA 월드컵 우승   |
| ------------------ |
| 우루과이           |
| 1930년 FIFA 월드컵 |
| 1930년             |

## 득점 선수
| 8골 - 기예르모 스타빌레 5골 - 페드로 세아 4골 - 베르트 페이트노드 3골 - 카를로스 페우세예 - 프리지뉴 - 페레그리노 안셀모 - 이반 베크 2골 - 루이스 몬티 - 아돌포 주멜주 - 모데라토 - 기예르모 수비아브레 - 카를로스 비달 - 앙드레 마시노 - 마누엘 로사스 - 엑토르 카스트로 - 파블로 도라도 - 산투스 이리아르테 - 바트 맥기 - 도르데 부야디노비치 | 1골 - 마리오 에바리스토 - 알레한드로 스코페지 - 프란시스코 바라요 - 마르셀 랑지예르 - 뤼시앵 로랑 - 후안 카레뇨 - 로베르토 가욘 - 루이스 바르가스 페냐 - 루이스 소우자 페헤이라 - 슈테판 바르부 - 애덜버트 데수 - 콘스탄틴 스탄키우 - 짐 브라운 - 엑토르 스카로네 - 블라고예 마르야노비치 - 브라니슬라프 세큘리치 - 알렉산다르 티르나니치 |

## 최종 순위
1986년, FIFA는 1986년 대회를 포함한 모든 월드컵 대회의 각 팀들의 순위를 진출한 라운드와 전체 경기 결과와 상대팀의 수준을 바탕으로 기록하였다. 1930년 우루과이 대회의 순위는 다음과 같다.
| 순위 | 팀           | 경기수 | 승 | 무 | 패 | 득 | 실 | 득실차 | 승점 |
| ---- | ------------ | ------ | -- | -- | -- | -- | -- | ------ | ---- |
| 1    | 우루과이     | 4      | 4  | 0  | 0  | 15 | 3  | +12    | 8    |
| 2    | 아르헨티나   | 5      | 4  | 0  | 1  | 18 | 9  | +9     | 8    |
| 3    | 미국         | 3      | 2  | 0  | 1  | 7  | 6  | +1     | 4    |
| 4    | 유고슬라비아 | 3      | 2  | 0  | 1  | 7  | 7  | 0      | 4    |
| 5    | 칠레         | 3      | 2  | 0  | 1  | 5  | 3  | +2     | 4    |
| 6    | 브라질       | 2      | 1  | 0  | 1  | 5  | 2  | +3     | 2    |
| 7    | 프랑스       | 3      | 1  | 0  | 2  | 4  | 3  | +1     | 2    |
| 8    | 루마니아     | 2      | 1  | 0  | 1  | 3  | 5  | -2     | 2    |
| 9    | 파라과이     | 2      | 1  | 0  | 1  | 1  | 3  | -2     | 2    |
| 10   | 페루         | 2      | 0  | 0  | 2  | 1  | 4  | -3     | 0    |
| 11   | 벨기에       | 2      | 0  | 0  | 2  | 0  | 4  | -4     | 0    |
| 12   | 볼리비아     | 2      | 0  | 0  | 2  | 0  | 8  | -8     | 0    |
| 13   | 멕시코       | 3      | 0  | 0  | 3  | 4  | 13 | -9     | 0    |

## 참고 서적
- Goldblatt, David (2008). 《The Ball Is Round: A Global History of Soccer》. Penguin. 248쪽. ISBN 978-1-59448-296-0. 2010년 8월 30일에 확인함.